# Ceratopsia
Ceratopsia (nebo také „Ceratopia“) byli skupinou ptakopánvých rohatých dinosaurů, žijících v období svrchní jury až nejsvrchnější křídy na území dnešní Severní Ameriky a Asie. První zástupce této skupiny byl formálně popsán z území současného státu Montana paleontologem Edwardem D. Copem již roku 1872, a to pod dnes již neplatným jménem Agathaumas sylvestris. Pravděpodobně se jednalo o fosilie rodu Triceratops.

## Evoluce
První zástupci skupiny byli drobné, dvounohé formy, podobné rodům Yinlong, Beg nebo Psittacosaurus. Mezi nejprimitivnější formy patří čínský rod Yinlong nebo mladší evropský Stenopelix. Pozdější formy mohly dosahovat obřích rozměrů a byly téměř výhradně čtyřnohé. Největší evoluční rozmach této skupiny nastal v období svrchní křídy, asi před 80 miliony let. Ačkoliv v té době již převažovaly velké formy ceratopsů, relativně primitivní zástupci menších rozměrů (jako byl rod Leptoceratops) se dožily až samotného konce křídy před 66 miliony let.

## Druhová rozmanitost
Rohatí dinosauři patří k relativně početným vývojovým skupinám dinosaurů, celkem je k červenci roku 2020 známo asi 114 druhů těchto ptakopánvých dinosaurů. To z nich činí čtvrtou nejpočetnější skupinu druhohorních dinosaurů, po teropodech (486), sauropodomorfech (373) a ornitopodech (216).

## Popis
Nejznámějším a zároveň jedním z největších zástupců je severoamerický rod Triceratops, jehož délka dosahovala až 9 metrů. Pozdější ceratopsidi byli čtyřnozí býložravci s charakteristicky rohatými hlavami a výraznými krčními „límci“. V průběhu evoluce se výrazně zpevňoval také čelistní aparát rohatých dinosaurů, což jim umožňovalo mechanicky zpracovávat i velmi tuhou rostlinnou potravu. Stejně jako ostatní neptačí dinosauři vymřeli všichni ceratopsiani na úplném konci křídy (při hromadném vymírání na konci křídy), před 66 miliony let.
Nejtypičtějším a nejvíce charakteristickým znakem této skupiny je mohutná lebka s výrazným "límcem" (s výjimkou některých primitivních forem bývá velmi dobře vyvinutý a značně nápadný). Díky tomuto anatomickému prvku se někteří rohatí dinosauři stali suchozemskými živočichy s největší známou lebkou vůbec. Velmi dlouhou lebku najdeme například u rodů Titanoceratops (2,65 m), Torosaurus (2,77 m) nebo Eotriceratops (3,0 m).
Největší zástupci této rozsáhlé skupiny byli obřími živočichy, většími než rekordně velké exempláře slonů afrických. Největším známým jedincem mohl být původce fosilní stopy, popsané formálně jako ichnodruh Ceratopsipes goldenensis. Až 80 cm široká stopa byla popsána roku 1995 ze sedimentů souvrství Laramie v Coloradu a mohla patřit velkému exempláři triceratopse nebo torosaura o délce až 12 metrů a hmotnosti přes 12 tun.
Podle výzkumu z roku 2020 se zdá být pravděpodobné, že mnozí rohatí dinosauři kladli vajíčka s měkkou, kožovitou skořápkou (nikoliv pevnou skořápkou, jakou mají vejce současných ptáků). To by také vysvětlovalo praktickou absenci přítomnosti fosilních vajec ceratopsidů ve fosilním záznamu.
U rohatých dinosaurů byla také pozorována značná morfologická variabilita, související s jejich pohlavím. Pohlavní dvojtvárnost se projevuje zejména ve stavbě jejich páteře (zejména výběžcích obratlů), pánve a kostí končetin, nejvíce nápadná je ale na lebce.
Odborná práce publikovaná v červnu roku 2022 ukázala, že rohatí dinosauři rodu Psittacosaurus měli na břiše rýhu po "pupeční šňůře", kterou byli vyživováni jako zárodky ve vyjíčku. Jedná se o první doložený objev jakéhosi "pupíku" u dinosaurů.

## Systematika skupiny
- Infrařád Ceratopsia
  - Yinlong
  - Stenopelix
  - Čeleď Chaoyangsauridae
    - Xuanhuaceratops
    - Chaoyangsaurus

  - Čeleď Psittacosauridae
    - Psittacosaurus
    - Hongshanosaurus

  - Klad Neoceratopsia
    - Beg
    - Yamaceratops
    - Auroraceratops
    - Mosaiceratops
    - Čeleď Archaeoceratopsidae
      - Archaeoceratops
      - Liaoceratops

    - Čeleď Bagaceratopsidae
      - Bagaceratops
      - Gobiceratops

    - Čeleď Leptoceratopsidae
      - Bainoceratops
      - Cerasinops
      - Ferrisaurus
      - Leptoceratops
      - Montanoceratops
      - Prenoceratops
      - Udanoceratops

    - Čeleď Protoceratopsidae
      - Graciliceratops
      - Bagaceratops
      - Breviceratops
      - Lamaceratops
      - Magnirostris
      - Platyceratops
      - Protoceratops

    - Nadčeleď Ceratopsoidea
      - Zuniceratops
      - Čeleď Ceratopsidae